# Roger Johansson
Roger Per Arne Johansson (Ljungby, 17 aprile 1967) è un ex hockeista su ghiaccio svedese.

## Palmarès

### Olimpiadi
- Oro a Lillehammer 1994.